# 林田岬優
林田 岬優（はやしだ みゆ、1993年11月23日 - ）は、日本のファッションモデル、女優。愛知県名古屋市出身。所属事務所はジャパン・ミュージックエンターテインメント（イー・コンセプト）。業務提携先はエイジアプロモーション。

## 来歴・人物
14歳でスカウトされ名古屋でモデル活動を始める。19歳から拠点を東京に移し、ファッション雑誌『Oggi』を中心にファッション誌のモデルを開始する。『Oggi』で初めて表紙を飾った他、『25ans』『mina』『CLASSY.』『美的』『MAQUIA』『VoCE』等でレギュラーモデルとして活躍。『七緒』では2014年から表紙モデルを務め、2015年から2年連続で「最も女性誌に登場したモデルの一人」として紹介された。3歳から14歳までピアノを習い、中学、高校は管弦楽部に入部しチェロも担当していた。
2016年フジテレビ月9ドラマ『いつかこの恋を思い出してきっと泣いてしまう』で西野美織役でレギュラー出演
2018年 映画『猫は抱くもの』（犬童一心監督 / キノフィルムズ / 沢尻エリカ主演）では、ヒロインの友人“時子”役と擬人化した猫の“黒白ブチ猫”役の一人二役で出演する。
2019年9月公演、JACO Fes 2019夏 『宵待草』 の初舞台で主演を務めた。
2020年 NHKよるドラ『伝説のお母さん』で、魔法使い “メルル” 役 で出演。

## 出演

### ドラマ
- 失恋ショコラティエ 第9話（2014年3月10日、フジテレビ）
- いつかこの恋を思い出してきっと泣いてしまう（2016年1月18日 - 3月21日、フジテレビ） - 西野美織 役[8]
- 3人のパパ 第3話（2017年5月3日、TBS）- 理紗子 役
- ラブリラン（2018年4月19日、日本テレビ・読売テレビ）
- ヒトコワ 第2話・第5話（2018年、dTVチャンネル） - 藤田美冬 役
- 死亡フラグシリーズ「死亡フラグが立ちました!」（2019年10月24日 - 12月22日、U-NEXT・関西テレビ） - 黒谷麻美 役[12]
- 病院の治しかた〜ドクター有原の挑戦〜 第3話・第4話（2020年2月3日・10日、テレビ東京） - 水野沙知 役[13]
- 伝説のお母さん 第4回 - 最終回（2020年2月22日 - 3月21日、NHK総合） - 魔法使い“メルル”役[11]。
- 行列の女神〜らーめん才遊記〜 第3話（2020年5月4日、テレビ東京） - 安西絵里 役[14]
- 大豆田とわ子と三人の元夫 第7話 - 第９話（2021年5月25日・6月1日・8日、関西テレビ） - 真山 藍 役
- 真犯人フラグ 第5話 - 最終話（2021年11月14日 - 2022年3月13日、日本テレビ） - 等々力茉莉奈 役
- 新・信長公記～クラスメイトは戦国武将～（2022年7月24日 - 9月25日、日本テレビ） - 魔村 役[15]
- around1/4 アラウンド・クォーター（2023年7月9日 - 、朝日放送テレビ） - マキ 役[16]
- 家政夫のミタゾノ 第6シリーズ 最終話（2023年12月5日、テレビ朝日） - 桃山由香里 役[17]
- ACMA:GAME 第2話 - （2024年4月14日 - 6月9日、日本テレビ） - 鳥羽 役

### 映画
- 猫は抱くもの（監督：犬童一心）（配給：キノフィルムズ / 2018年6月23日公開） - 黒白ブチ 役・サニーズの時子（トッキー） 役[9]
- 明日を綴る写真館（監督：秋山純）（アスミック・エース / 2024年6月7日公開） - 井上京香 役[18]

### 配信映画
- クレイジークルーズ（2023年11月16日、Netflix）[19][20]

### ショートムービー
- 「小火（ぼや）」ヒロイン ”雨谷 遥” 役（楽曲×短編小説×映像プロジェクト“ LOVE LETTERS “第四話）
- ヒトコワ  スピンオフ版「未練」 - 藤田美冬 役[21]
- 叫び（監督：Julien Levy、主演：趣里）（2019年9月27日公開） - サカエ 役[22]

### 舞台
- JACO Fes 2019夏 『宵待草』 主演：林田岬優（たまき役）[23]

### テレビ番組
- ササシマMUSIC BASE（中京テレビ／2016年10月～2018年3月）メインMC[24]
- 東京上海流行通信（BSTBS／2012年9月16日放送）
- さんまのスーパーからくりTV （TBS／2013年5月19日放送）
- 人生が変わる1分間の深イイ話 （日本テレビ／2014年2月24日放送）
- 水曜日のダウンタウン（TBS／2015年3月11日放送）
- 全力！脱力タイムズ（フジテレビ／2016年5月20日放送）
- 1億人の大質問!?笑ってコラえて!（日本テレビ／2016年6月15日放送）
- ヒルナンデス!（日本テレビ／2016年3月25日、2017年1月24日、2月7日放送）
- 丸の内小町（テレビ朝日／2017年5月7日放送）
- オー!!マイ神様!!（TBS／2017年5月9日放送）
- 今ちゃんの「実は…」（朝日放送／2017年5月17日放送）
- 水曜日のダウンタウン（TBS／2017年6月21日、2018年1月29日 放送）
- ラストキス〜最後にキスするデート（TBS／2017年6月28日放送）
- 24時間テレビ～愛は地球を救う～ Special Live 2017（中京テレビ／2017年8月26日-27日放送）
- メッセンジャーの○○は大丈夫なのか?（毎日放送／2017年10月19日放送）
- 採用!フリップNEWS（中京テレビ／2017年11月24日放送）
- タビフク。（TBS／2018年1月25日、2月1日放送）
- ネタパレ THEゴールデン～いま見たい!!最強の旬ネタSP～（フジテレビ／2018年6月2日放送）
- 枯れ専ですが、何か問題でも? （テレビ朝日、2018年5月14日放送）

### ラジオ
- よんぱち 48hours～WEEKEND MEISTER～（TOKYO FM／2016年9月30日放送）
- Skyrocket Company（TOKYO FM／2017年7月12日～9月13日放送）

### ミュージックビデオ
- 「愛しい人」EARNIE FROGs（アーニーフロッグス)
- 「小火(ぼや)」alcott（アルコット）
- 「First&Last」IVVY
- 「フラれてみたんだよ」indigo la End（インディゴ ラ エンド）

## 書籍

### ファッション誌
- Oggi（小学館／2013年 - レギュラーモデル、2015年9月 -2019年8月 専属モデル）
- 25ans（ハースト婦人画報社／2014年 - ）
- mina（主婦の友社／2016年 - レギュラーモデル）
- CLASSY.（光文社／2019年 - レギュラーモデル）
- BAILA（集英社／2019年 - ）
- Marisol（集英社／2021年 - ）
- 美的（小学館／2014年 - ）
- MAQUIA（集英社／2014年 - ）
- VoCE（講談社／2015年 - ）
- 七緒（プレジデント社）（表紙／vol.39 秋号、vol. 40 冬号、vol.41 春号、vol.42 夏号、vol.43 秋号、vol.44 冬号、vol.45 春号、vol.46 夏号、vol.47 秋号、vol.48 冬号、vol.49 春号、vol.50 夏号）
- GINGER（幻冬舎／2013年 - 2015年）
- 美人百花（角川春樹事務所／2013年 - 2016年）
- Numéro TOKYO（扶桑社）
- SPUR（集英社）
- 装苑（文化出版局）
- ar（主婦と生活社）
- CREA（文藝春秋）
- an・an（マガジンハウス）
- bea's up（スタンダードマガジンズ）
- 美しいキモノ（ハースト婦人画報社）
- re-quest/QJ（セイファート）（表紙／2016年１月号）
- with（講談社）
- steady.（宝島社）
- InRed（宝島社）
- sweet（宝島社）
- SPRiNG（宝島社）
- リンネル（宝島社）
- DRESS（gift）
- and GIRL（エムオン・エンタテインメント）
- Soup.（MALL OF TV）
- vikka（三栄書房）
- Violetta（双葉社Mook）
- MISS plus+（世界文化社）
- MISSウエディング（世界文化社）
- 25ansウエディング（ハースト婦人画報社）
- ゼクシィ（リクルート）
- ゼクシィ 国内リゾートウエディング（表紙／2017 Spring&Summer）
- ELLE mariage（no.26）（ハースト婦人画報社）
- Hotel Wedding 31号 首都圏版（主婦と生活社）（表紙）
- 横浜・湘南Wedding 25号（主婦と生活社）（表紙）
- 日本の結婚式（主婦と生活社）（表紙／No.18、No.33）
- オレンジページ からだの本（オレンジページ）
- PEACH JOHN Beauty　vol.36 夏号
- 美人メイク 基本の「き」（表紙）（著者:山本浩未 宝島社 e-MOOK）
- 「100％ Beauty Note  早坂香須子の美容AtoZ」（著者:早坂香須子 KADOKAWA）
- UOMO「篠山紀信・美女標本箱」（集英社）
- Wedding navi（主婦と生活社）（表紙／No.07号）

### 海外誌
- Saji Magazine
- Libération Next Magazine （リベラシオン・フランス）
- Gala(Magazine) （Prisma Media・フランス）

### WEB Magazene
- VOGUE GIRL web（コンデナスト・ジャパン）
- Oggi.jp （小学館）
- 美的.com （小学館）
- MAQUIA Online （集英社）
- GINZA mag （マガジンハウス）
- 三越伊勢丹「meeco（ミーコ）」
- TRILL

## 広告

### CM
- ユニバーサル・スタジオ・ジャパン （2013年）
- 資生堂「綺麗のススメ／つやつやぷるんゼリー」（2013 - 2015年）
- NHKワールドTV New York City Promotion（2014年 - ）
- ネイチャーラボ「LITS」（2016 - 2017年） [25]
- サンスター「Ora2(オーラツー) premium」2019年 - 2021年）

### ムービー
- 資生堂「TSUBAKI HEAD SPA SPARKLING SERUM」（2014年2月 - 2015年1月）
- tocco closet （2014春、2014秋冬、2015春）
- Aveniretoile （2015年 - ）
- AOKI × Oggi（2016年 - ）
- STORICO（ショップジャパン） × Oggi」
- &.NOSTALGIA　2016AW
- M’S GRACY （2017年 -）
- P&G「h&s」（2017 - 2018年）
- 「SHISEIDO」アイライナー
- イミュ「OPERA」イメージキャラクター（2017年 -）
- カズマ「CREO」(コンタクトレンズ)イメージキャラクター（2018年 - 2020年）
- ジョジョ×ルミネ×MINE（2018年）
- VOGUE GIRL×「OPERA」（2018年）

### スチール・WEB
- NIKE／Nagoya Women's Marathon」（2013年 - 2014年）
- アトレ winter号 （2013年 - 2014年）
- 「角川文庫 2014年 女性の1冊フェア」（2014年）
- 靴下屋「Tabio 2014年春篇」（2014年）
- 「atre／Spring号」（2014年）
- 千趣会「ベルメゾン」（2014年 - ）
- フェリシモ（2014年 - ）
- Amazon Fashion 春夏 （Amazon JAPAN）（2015年）
- Aveniretoile （2015年 - 2020年）
- JUN「ViS」スタイルブック Autumn号
- ナノ・ユニバース「Library」（2015年）
- GU（2015年 - ）
- 髙島屋コスメマガジン（2016年）
- AOKI × Oggi（2016年 - 2018年）
- 大成有楽不動産「三郷中央マンション × Oggi」
- STORICO（ショップジャパン） × Oggi」
- ROPE シーズンヴィジュアル（2016年）
- &.NOSTALGIA（2016 AW）
- 「atre恵比寿 2016秋」シーズンヴィジュアル
- ホワイティうめだ （2016年）
- 「組曲」（オンワード樫山）シーズンヴィジュアル（2016年 - 2018年）
- ナノ・ユニバース「Coz × nano･universe」（2017年）
- ユニクロ （2017年 - ）
- M’S GRACY （2017年 -）
- イミュ「OPERA」イメージキャラクター（2017年 - ）
- カズマ「CREO」(コンタクトレンズ)イメージキャラクター（2018年 - 2020年）
- UNITED ARROWS「Jewel Changes」（2018年）
- UNITED ARROWS「GREEN LABEL RELAXING」（2018年）
- アダストリア「GLOBAL WORK JOURNAL」（2018年）
- KEITA MARUYAMA「KEITA's closet」（2018年）
- 「AVAN LILY」（2018年）
- 「HANKYU MUSE」」（2018年）
- UNITED ARROWS「Jewel Changes」（2018年）
- 伊勢丹新宿店「ビューティアポセカリー」
- 「JOYFIT」（2019年9月 - 2021年8月）
- ミッドランドスクエア「My Story」（2019年）
- DHC「オリーブ倶楽部」（2019年12月号、2021年2月号）
- オンワード・クローゼット（2019年 -）
- GU「「BRA-FEEL 2020SS」
- ヨウジヤマモト THE SHOP「GRAND Y」（2020年）
- アーバンリサーチ（2020年）
- オンワード樫山 「23区 MY STANDARD」（2020年）
- 「SLOBE IENA」（2020年）
- A/Paper.「the day with ATEX」（2021年）
- 「tocco closet / luxe」（2021年）
- FOLK「NUOVO」2021Catalog
- 「Angellir」イメージモデル（2021年 - ）
- ace. 2021FW ムービー＆ビジュアル

### ショー・イベント
- TOKYO GIRLS COLLECTION
- Girls Award
- 関西コレクション
- 東急プラザ銀座×小学館Oggi・Domani×しごとなでしこ スペシャルショー
- BLENHEIM × JJ × Oggi @伊勢丹 新宿「いい女Fes」
- 25ansウエディング 30周年 スペシャルドレスコレクションショー
- UNIQLO FASHION FES「Oggi fashion show」
- Oggi Fashion College」[26]
- GINGER 5TH ANNIVERSARY EVENT